# Kummer (Familienname)
Kummer ist ein deutscher Familienname.

## Namensträger

### A
- Adolph Kummer (1786–1817), Naturforscher
- Alicia Melina Kummer verh. Winter (* 1988), deutsche Sängerin und Boxerin
- Annika Kummer (* 1992), deutsche Volleyballspielerin
- August Kummer (1790–1876), deutscher Rittergutsbesitzer und Abgeordneter

### B
- Benno Kummer (1924–2007), deutscher Arzt
- Bernd Kummer (1947–2022), deutscher Mathematiker
- Bernhard Kummer (1897–1962), deutscher Germanist

### C
- Carl Robert Kummer (1810–1889), deutscher Maler
- Caspar Kummer (1795–1870), deutscher Flötist, Komponist und Musikpädagoge
- Christa Kummer (* 1964), österreichische Fernsehmoderatorin
- Christian Kummer (* 1945), deutscher Biologe, Philosoph und Priester
- Christopher Kummer (* 1975), deutscher Wirtschaftswissenschaftler, Hochschullehrer und Unternehmensberater

### D
- Darley José Kummer (* 1967), brasilianischer Geistlicher, Weihbischof in  Porto Alegre
- Dirk Kummer (* 1966), deutscher Schauspieler, Regisseur und Drehbuchautor

### E
- Eberhard Kummer (1940–2019), österreichischer Sänger
- Eduard Kummer (Buchhändler) († 1860), deutscher Buchhändler
- Eduard Kummer (Uhrmacher) (1845–??), Schweizer Uhrenfabrikant
- Eduard Kummer (Architekt) (1926–1972), Schweizer Architekt
- Elke Wendt-Kummer (* 1941), deutsche Dokumentarfilmerin
- Ernst Eduard Kummer (1810–1893), deutscher Mathematiker
- Eva Kummer (* 1967), deutsche Tischtennisspielerin

### F
- Felix Kummer (* 1989), deutscher Rapper (Kraftklub)
- Ferdinand Kummer (1810–1870), deutscher Botaniker
- Ferdinand von Kummer (1816–1900), deutscher General
- Franz Kummer (1910–2000), österreichischer Politiker (ÖVP)
- Franz J. Kummer (* 1969), Schweizer Rechtsinformatiker und Jurist
- Friedrich Kummer (Literaturhistoriker) (1865–1939), deutscher Literaturhistoriker und Kulturjournalist
- Friedrich Kummer (1875–1937), deutscher Fotograf, Schriftsteller und Journalist, siehe Fritz Kummer
- Friedrich Kummer (Maler) (Friedrich August Kummer; 1901–1980), deutscher Maler
- Friedrich Kummer (Mediziner) (* 1938), österreichischer Internist und Pneumologe
- Friedrich August Kummer der Ältere (1770–1849), deutscher Oboist und Komponist
- Friedrich August Kummer der Jüngere (1797–1879), deutscher Cellist und Komponist
- Friedrich Gotthelf Kummer (1782–1854), sächsischer Münzmeister
- Fritz Kummer (Friedrich Kummer; 1875–1937), deutscher Fotograf, Schriftsteller und Journalist

### G
- Georg Kummer (1885–1954), Schweizer Lehrer, Botaniker, Sammler und botanischer Publizist
- Gerald Kummer (Politiker) (* 1958), deutscher Politiker (SPD)
- Gerald Kummer (Fußballspieler) (* 1965), österreichischer Fußballspieler
- Gotthelf Kummer (1868–1941), deutscher Geodät, Ministerialrat im preußischen Landwirtschaftsministerium

### H
- Hans Kummer (1930–2013), Schweizer Primatologe und Verhaltensforscher
- Heinrich Kummer (Musiker) (1809–1880), deutscher Musiker (Fagottist), Mathematiker und Feinmechaniker
- Heinrich von Kummer (General, 1841) (1841–1924), deutscher Generalleutnant
- Heinrich von Kummer (General, 1874) (1874–1951), deutscher Generalmajor
- Heinrich Kummer von Falkenfeld (1852–1929), österreichisch-ungarischer General der Kavallerie
- Heinrich Meier-Kummer (1865–1945), Schweizer Drucker und Verleger
- Heinz-Karl Kummer (1920–1987), deutscher Künstler

### I
- Ines Kummer (* 1962), deutsche Politikerin (Bündnis 90/Die Grünen)

### J
- Jan Kummer (* 1965), deutscher Künstler
- Joachim Kummer (* 1937), deutscher Politiker (CDU)
- Jochen Kummer (1939–2023), deutscher Journalist
- Johann Georg Kummer (um 1720–nach 1800), thüringischer Orgelbauer
- Johann Jakob Kummer (1828–1913), Schweizer Statistiker
- Johann Jeremias Kummer (1785–1859), deutscher Pädagoge und Schriftsteller
- Julius Kummer (1804–nach 1875), preußischer Verwaltungsjurist und Landrat

### K
- Karl Kummer (Architekt) (1880–1972), deutscher Architekt
- Karl Kummer (1904–1967), österreichischer Politiker
- Karl Wilhelm Kummer (1785–1855), Botaniker, Kartograph
- Katharina Kummer (* 1981), deutsche Regisseurin und Theaterautorin
- Kurt Kummer (1894–1966), deutscher Landwirt und Ministerialbeamter

### L
- Lilian Kummer (* 1975), Schweizer Skirennfahrerin
- Linda Kummer (* 1999), deutsche Schauspielerin
- Lotta Kummer (* 1999), deutsche Musikerin, siehe Blond (deutsche Band)
- Luise Kummer (* 1993), deutsche Biathletin
- Lukas Kummer (Skeletonpilot) (* 1985), Schweizer Skeletonpilot
- Lukas Kummer (Zeichner) (* 1988), österreichischer Comiczeichner und -autor

### M
- Manfred Kummer (1928–2012), deutscher Professor für Hochfrequenztechnik
- Maria Gottliebin Kummer (genannt Kummerin; 1756–1828), deutsche Visionärin
- Mario Kummer (* 1962), deutscher Radsportler
- Matthias von Kummer (1947–2017), deutscher Diplomat

### N
- Nina Kummer (* 1997), deutsche Musikerin, siehe Blond (deutsche Band)

### O
- Oskar Ludwig Kummer (1848–1912), deutscher Unternehmer

### P
- Patrizia Kummer (* 1987), Schweizer Snowboarderin
- Paul Kummer  (1834–1912), deutscher Priester, Lehrer und Mykologe
- Paul Gotthelf Kummer (1750–1835), deutscher Buchhändler und Verleger
- Peter Kummer (Baumeister) († nach 1610), deutscher Baumeister
- Peter Kummer (Jurist) (* 1937), deutscher Jurist und Richter
- Peter Kummer (Politiker) (1945–2017), Schweizer Politiker (SVP)

### R
- Raimund Kummer (* 1954), deutscher Künstler
- Richard Kummer (1884–1971), deutscher Verwaltungsjurist und Landrat
- Robert Kummer (Filmeditor), deutscher Filmeditor
- Roy Kummer (* 1966), deutscher Schriftsteller und Journalist
- Rudolf Kummer (1896–1987), deutscher Bibliothekar und Kulturpolitiker

### S
- Samuel Kummer (1968–2024), deutscher Organist
- Sebastian Kummer (* 1963), deutscher Wirtschaftswissenschaftler
- Siegfried Adolf Kummer (1899–1977), deutscher Esoteriker und Maler
- Stefan Kummer (* 1947), deutscher Denkmalpfleger und Kunsthistoriker
- Sylvia K. Kummer (* 1959), österreichische Künstlerin

### T
- Tanja Kummer (* 1976), Schweizer Schriftstellerin
- Thomas Kummer (* 1964), Schweizer Politiker (die Grünen)
- Tilo Kummer (* 1968), deutscher Politiker (Die Linke)
- Till Kummer (* 1991), deutscher Bassist (Kraftklub)
- Tom Kummer (* 1961), Schweizer Journalist

### U
- Uta Kummer (* 1966), deutsche Politikerin (SPD)

### W
- Walter Kummer (1875–1962), Schweizer Maschinenbauingenieur
- Werner Kummer (1943–2010), deutscher Linguist
- Wilhelm Kummer (1886/1887–1956), deutscher Unternehmer
- Wolfgang Kummer (Bobfahrer) (1914–1988), deutscher Bobfahrer
- Wolfgang Kummer (Physiker) (1935–2007), österreichischer Physiker
- Wolfgang Kummer (Eishockeyspieler) (* 1970), deutscher Eishockeyspieler
- Wolfgang Kummer (Mediziner) (* 1958), deutscher Mediziner